# Єдиний національний рух
Єдиний національний рух (груз. ერთიანი ნაციონალური მოძრაობა, Ертиані націоналурі модзраоба) — колишня провідна правоцентристська партія і найбільша опозиційна сила Грузії. Протягом 2004 — 2012 років була панівною партією в країні, однак після поразки на виборах 2012 року вона втратила більшість у парламенті. 12 січня 2017 року в ЄНР стався розкол, унаслідок чого з неї вийшов 21 депутат на чолі з Ґіґі Уґулавою, які заснували власну партію «Європейська Грузія».

## Історія
ЄНР створив у жовтні 2001 року Міхеїл Саакашвілі. Після парламентських виборів 2012 року вона є основною опозиційною партією.

## Ідеологія
Це реформаторська партія, що виступає за вступ до НАТО і ЄС і за відновлення контролю Тбілісі над теренами сепаратистських самопроголошених Абхазії і Південної Осетії.
Лідери ЄНР визначають самих себе як ліберал-консерваторів, у вересні 2007 партія стала спостерігачем у правоцентристській Європейській народній партії.
Її політична ідеологія змістилась з лівоцентристської до правоцентристської після Революції Троянд і поєднує політичний, економічний і культурний лібералізм із державним націоналізмом. Також до пріоритетів партії належать: покращення соціальної допомоги бідним — головній електоральній базі партії; боротьба з корупцією і полегшення умов підприємництва.

## Участь у виборах

### Парламентські вибори 2008 та 2012
На парламентських виборах 2008 року ЄНР набрав 59,1 % голосів виборців. Однак на виборах 2012 року вони впали до 40,3 %, ставши другою за величиною партією в парламенті після «Грузинської мрії». Після виборів 2012 року ЄНР втратив кількох членів своєї фракції у парламенті, які перейшли до інших фракцій.

### Парламентські вибори 2020
Під час парламентської виборчої кампанії партію Єдиний національний рух консультувала команда українського Інституту когнітивного моделювання щодо соціальних технологій і діджитал-стратегії. ЄНР набрав біля 27 % голосів виборців, отримавши 36 депутатів зі 150 у парламенті Грузії.
| Вибори | Лідер             | Голоси    | %     | Місця     | +/–   | Місце  | Уряд |
| ------ | ----------------- | --------- | ----- | --------- | ----- | ------ | ---- |
| 2003   | Міхеіл Саакашвілі | 345,197   | 18.1  | 32 / 150  | ▲ 32  | ▲ 3-є  | Ні   |
| 2004   | Ніно Бурджанадзе  | 1,027,070 | 67.0  | 135 / 150 | ▲ 103 | ▬ 1-ше | Так  |
| 2008   | Давид Бакрадзе    | 1,050,237 | 59.18 | 119 / 150 | ▼ 16  | ▬ 1-ше | Так  |
| 2012   | Іване Мерабішвілі | 873,233   | 40.34 | 65 / 150  | ▼ 54  | ▼ 2-е  | Ні   |
| 2016   | Давид Бакрадзе    | 477,143   | 27.11 | 27 / 150  | ▼ 38  | ▬ 2-е  | Ні   |
| 2020   | Міхеіл Саакашвілі | 523,127   | 27.18 | 36 / 150  | ▲ 9   | ▬ 2-е  | Ні   |

### Місцеві вибори
На місцевих виборах у Грузії, що відбулися 30 травня 2010 ЄНР здобула близько 66 % виборців.